# Башке, Оле-Андреас
Оле-Андреас Башке (норв. Ole Andreas Bachke; 6 мая 1830, Рёрус — 3 января 1890, Христиания, Норвегия) – норвежский юрист, судья Верховного суда, государственный и политический деятель. И.о. премьер-министра Норвегии (1884).

## Биография
Родился в семье ленсмана Халварда Башке и Анны-Марии Дитлевсен, его братом был губернатор Тромса и Нурланна Антон Софус Башке. Изучал право на юридическом факультете университета Христиании. В 1852 г. получил степень кандидата юридических наук. Позже 
продолжил учёбу в университетах Германии, в Париже и Лондоне, поселился в Христиании и занялся адвокатурой.
С 1856 года был судебным поверенным в Христиании (ныне Осло). В 1860 году стал секретарем по делам юстиции в Христиании. В 1864 году работал судьей, в 1878 году стал председателем Верховного суда Норвегии.
Был председателем епархиального суда до того, как в 1879 году получил портфель министра юстиции, от которого, однако, из-за кризиса отказался в 1883 г. Был пионером в области авторского права, одного из самых важных юридических законов 19-го века. Его работа привела к принятию трех законов об авторском праве в 1876 и 1877 годах: авторское право на тексты, авторское право на произведения изобразительного искусства и авторское право на фотографии. В 1880-х годах был одним из основных авторов Уголовно-процессуального кодекса страны 1887 года, много внимания уделял роли полиции в уголовном правосудии, также занимался введением отказа от обвинений в качестве правового института.
Возглавлял Министерство аудита (1882–1884). В 1884 г. – исполняющий обязанности премьер-министра страны.
Был одновременно членом нескольких законодательных комиссий в Норвегии, где принимал очень деятельное участие. 
Автор работ: "Скандинавизм как гарантия государств Севера" (Христиания, 1864) и "Собственность литературная и артистическая", послужившая основанием к законам 1876—1877 годов.

## Награды
- Орден Полярной звезды
- Орден Святого Олафа
- Почётный доктор Копенгагенского университета (1879)